# Feriados públicos da Ucrânia

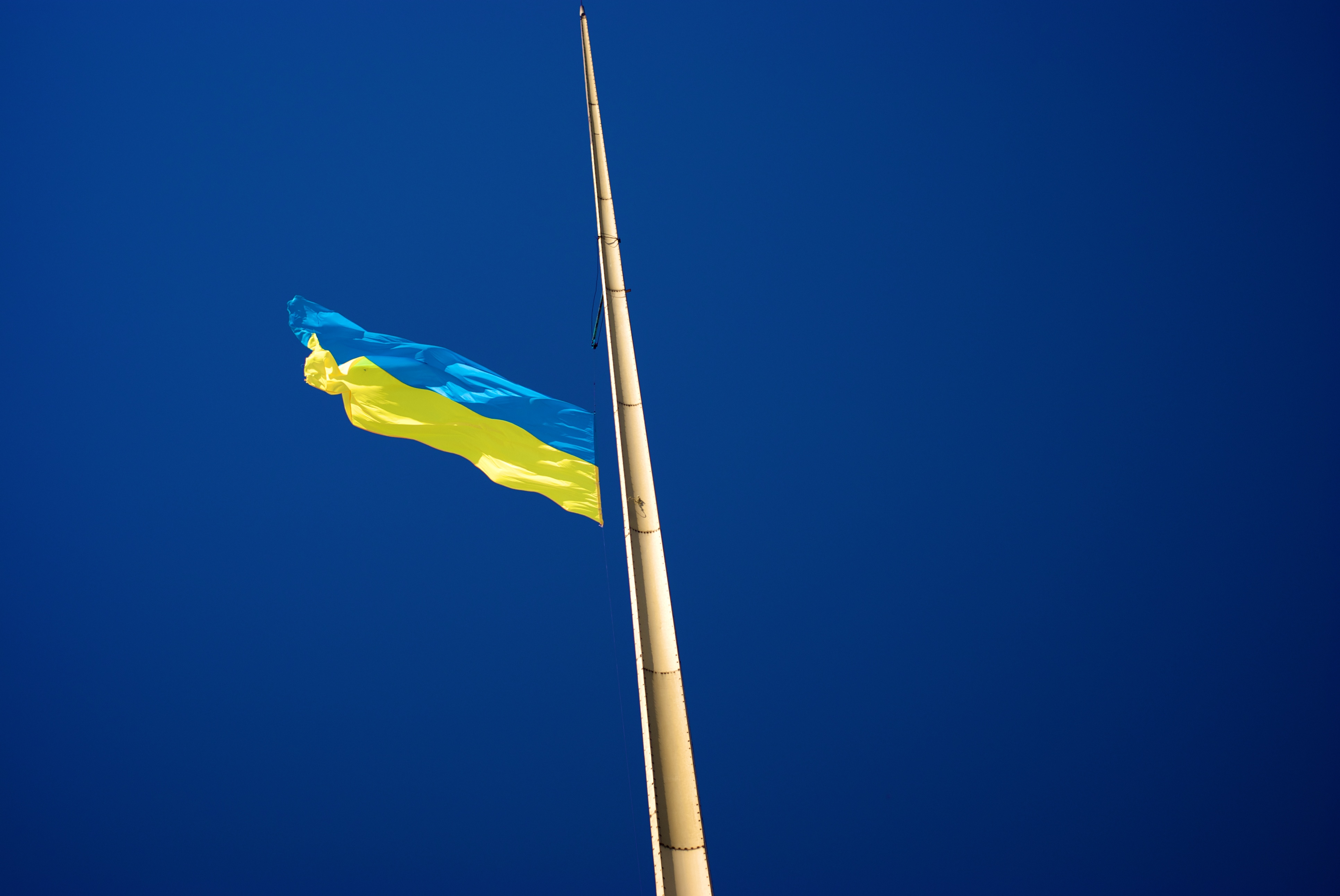
Bandeira da Ucrânia

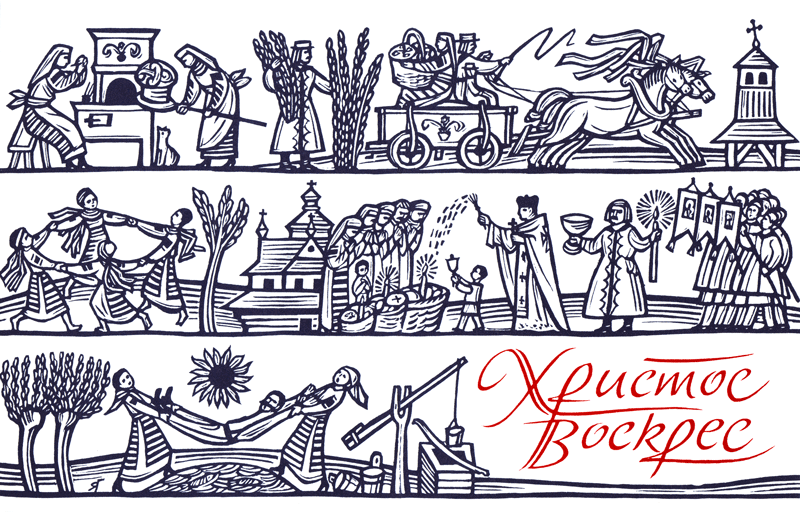
Cartão postal de Páscoa (por Jacques Hnidovsky)

Estes são os feriados públicos da Ucrânia.
| Data                      | Nome em português                                        | Nome em ucraniano                                  | Observação                                                                              |
| ------------------------- | -------------------------------------------------------- | -------------------------------------------------- | --------------------------------------------------------------------------------------- |
| 1 de janeiro              | Ano Novo                                                 | Новий Рік                                          |                                                                                         |
| 7 de janeiro              | Natal                                                    | Різдво                                             | Dia religioso                                                                           |
| 8 de março                | Dia internacional da mulher                              | Міжнародний жіночий день                           |                                                                                         |
| Variável                  | Páscoa                                                   | Великдень                                          | Dia religioso                                                                           |
| Variável Páscoa + 49 dias | Pentecostes                                              | Трійця                                             | Dia religioso                                                                           |
| 1 e 2 de maio             | Dia do trabalhador                                       | День міжнародної солідарності трудящих             |                                                                                         |
| 9 de maio                 | Dia da Vitória sobre O Nazismo na Segunda Guerra Mundial | День перемоги над нацизмом у Другій світовій війні | Para comemorar o fim da Segunda Guerra Mundial e a vitória dos Aliados sobre o Nazismo. |
| 28 de junho               | Dia da Constituição da Ucrânia                           | День Конституції                                   | Para comemorar a Constituição da Ucrânia de 1991.                                       |
| 24 de agosto              | Dia da Independência da Ucrânia                          | День Незалежності                                  | Da URSS em 1991                                                                         |
| 14 de outubro             | Dia do Defensor da Ucrânia                               | День захисника України                             |                                                                                         |
| 25 de dezembro            | Natal                                                    | Різдво Христове                                    | Feriado desde 2017                                                                      |

Feriados religiosos são levados em conta segundo o calendário Juliano (mas aqui está descrita a data do Natal gregoriana).
Quando um feriado público cai em um fim de semana (e.g. sábado ou domingo), o próximo dia útil (e.g. segunda) oficialmente se torna um feriado também.
Se apenas um ou dois dias úteis se encontram entre um e outro feriado, o Gabinete de Ministros da Ucrânia geralmente adia esses dias úteis para algum sábado (ou seja, para terem folga sem interrupção, mas para compensarem a mesma em um outro dia em que deveriam tê-la). Isso comumente diz respeito àqueles que possuem o sábado e o domingo como dias de folga.